# Pirkanmaa
Pirkanmaa (finlandeză Pirkanmaan maakunta, suedeză Birkalands landskap) este una dintre cele 20 regiuni ale Finlandei. Capitala sa este orașul Tampere.

## Comune
Pirkanmaa are în componență 33 comune:
| - Hämeenkyrö - Ikaalinen - Juupajoki - Kangasala - Kihniö - Kuhmalahti - Kuru - Kylmäkoski - Lempäälä - Luopioinen - Längelmäki | - Mouhijärvi - Mänttä - Nokia - Orivesi - Pirkkala - Parkano - Punkalaidun - Pälkäne - Ruovesi - Suodenniemi - Tampere | - Toijala - Urjala - Valkeakoski - Vammala - Vesilahti - Viiala - Viljakkala - Vilppula - Virrat - Ylöjärvi - Äetsä |

1. ↑   (PDF) https://www.maanmittauslaitos.fi/sites/maanmittauslaitos.fi/files/attachments/2021/01/Vuoden_2021_pinta-alatilasto_kunnat_maakunnat.pdf Lipsește sau este vid: |title= (ajutor)